# Povodí Nilu

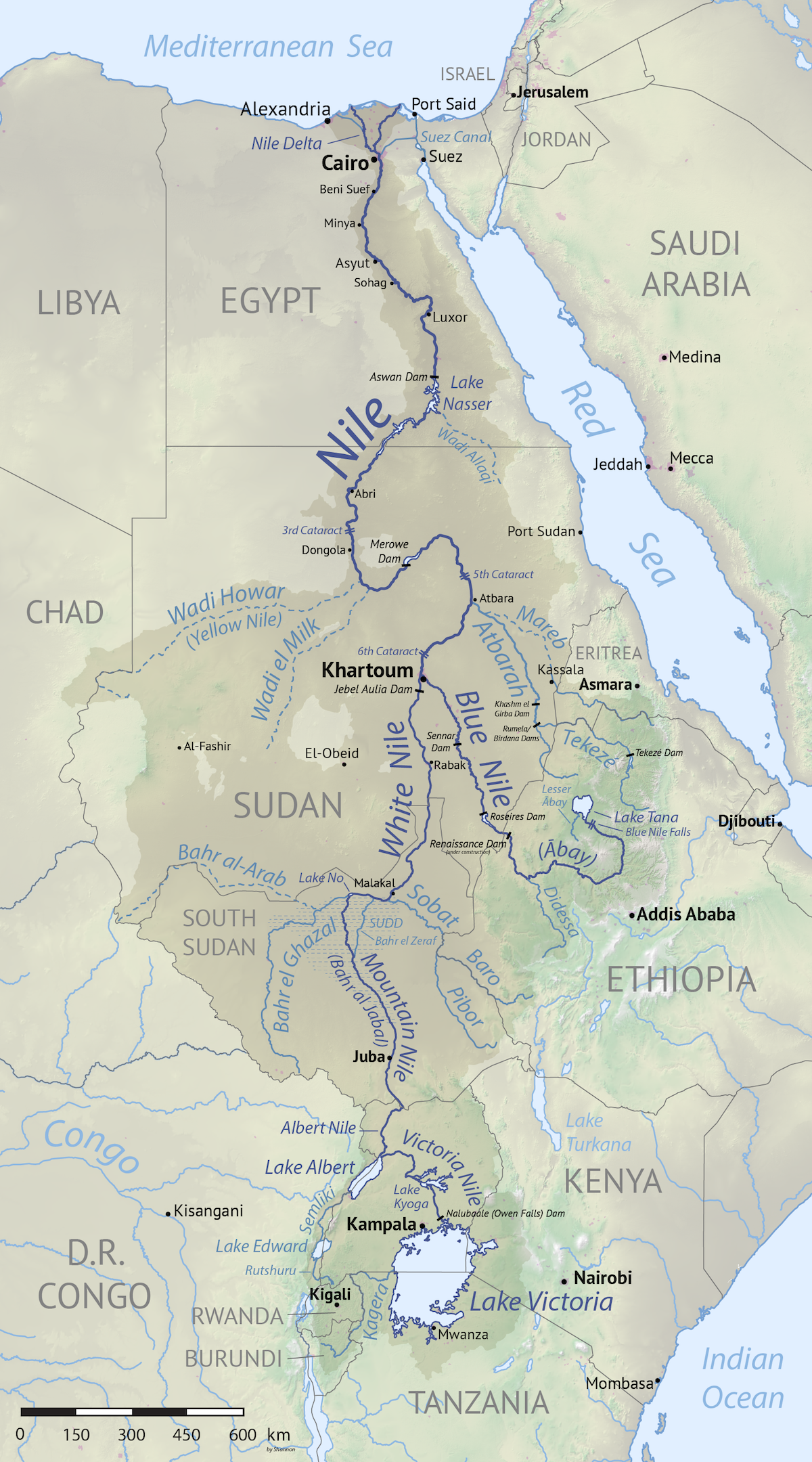
Mapa povodí Nilu

Povodí Nilu je území na východě a severovýchodě Afriky, z něhož odvádí vodu řeka Nil do Středozemního moře. Jeho rozloha se liší podle různých zdrojů, každopádně však přesahuje 3 miliony km². Nejvyšším bodem povodí je s nadmořskou výškou 5109 m Mount Stanley v pohoří Ruwenzori na hranici Ugandy a Demokratické republiky Kongo.

## Země v povodí
Povodí zasahuje na území 12 zemí a zahrnuje i sporná území mezi Egyptem a Súdánem. Rozdíly jsou způsobené především započtením nebo nezapočtením oblastí s občasným odtokem.
| Země                    | v km² podle | v km² podle |
| ----------------------- | ----------- | ----------- |
| Súdán                   | 1 978 506   | 1 927 300   |
| Jižní Súdán             | 600 000     |             |
| Etiopie                 | 365 117     | 356 000     |
| Egypt                   | 326 751     | 272 600     |
| Uganda                  | 231 366     | 238 500     |
| Tanzanie                | 84 200      | 120 200     |
| Keňa                    | 46 229      | 50 900      |
| Eritrea                 | 24 921      | 3 500       |
| D. R. Kongo             | 22 143      | 21 400      |
| Rwanda                  | 19 876      | 20 700      |
| Burundi                 | 13 260      | 12 900      |
| Středoafrická republika | -           | 1 200       |
| celkem                  | 3 112 369   | 3 031 700   |

## Dílčí povodí
| povodí              | rozloha km² | nejvyšší bod  | nadm.výška m | odtékající řeka | průtok v ústí m³/s |
| ------------------- | ----------- | ------------- | ------------ | --------------- | ------------------ |
| Povodí Bílého Nilu  | 1 800 000   | Mount Stanley | 5109         | Bílý Nil        | 808                |
| Povodí Modrého Nilu | 325 000     | Guna          | 4231         | Modrý Nil       | 1650               |
| Povodí Atbary       | 69 000      | Ras Dašen     | 4533         | Atbara          | 359                |

## Vodní toky a plochy

### Řeky
- Nil, Bílý Nil, Modrý Nil, Atbara, Tekeze, Bahr el-Ghazal, Kagera, Sobat, Semliki

### Vádí
- Hammámat

### Jezera
- Albertovo jezero, Edwardovo jezero, Kyoga, Marjut, Násirovo jezero, Tana, Viktoriino jezero

### Přehrady
- Nízká Asuánská přehrada, Vysoká Asuánská přehrada

### Vodopády
- Nilské katarakty